# DevilDriver
DevilDriver is een Amerikaanse metalband uit Santa Barbara (Californië). Haar gelijknamige debuutalbum werd in 2003 uitgebracht door Roadrunner Records. De band is opgericht door Dez Fafara, die eerder bekend was geworden door de nu metalband Coal Chamber.

## Geschiedenis
Op 15-jarige leeftijd had bassist Jon Miller samen met gitarist Jeff Kendrick en drummer John Boecklin al een band opgericht met de naam Area-51 op de middelbare school. Ze speelden voornamelijk covers van Metallica, Slayer en Pantera-nummers. In 2002 ontmoetten de drie Coal Chamber-zanger Dez Fafara, die midden in de opnames stond voor het Coal Chamber-album Dark Days, maar de band al wilde verlaten. De band vormde toen onder de oorspronkelijke naam Deathride, maar vanaf het begin was Fafara verontrust door het feit dat er al bands met deze naam waren. Bovendien kon het label van de band Roadrunner Records het copyright voor deze naam niet veiligstellen.
Op zoek naar een nieuwe naam verzamelden de bandleden bijna 200 namen. In een boek van zijn vrouw over Stregheria ontdekte Fafara de naam DevilDriver. Op 21 oktober 2003 werd het debuutalbum genaamd DevilDriver uitgebracht door Roadrunner Records en klom meteen naar #17 in de Amerikaanse Top Heatseeker Charts. Stichtend lid en belangrijkste songwriter Evan Pitts, die volgens zijn opvolger Mike Spreitzer een goede 90% van de muziek op het debuutalbum had geschreven, verliet DevilDriver nadat het album was uitgebracht vanwege het extreem krappe toerprogramma.
In 2005 keerde de band terug naar de Sonic Ranch Studio in de buurt van El Paso (Texas) om het vervolgalbum te produceren. The Fury of Our Maker's Hand werd uitgebracht op 28 juni 2005 en werd in de eerste week 10.402 keer verkocht. Op 31 oktober 2006 werd het door Colin Richardson geproduceerde album opnieuw uitgebracht met bonustracks en een extra dvd. Daarna volgden concerten in de Verenigde Staten, Europa en Australië als voorprogramma van onder meer In Flames, Fear Factory en Machine Head. Het derde volledige album The Last Kind Words volgde in 2007 en bereikte de top 100 van de Duitse hitlijsten. De band speelde onder meer op het Download Festival in Donington Park en in november 2007 maakte DevilDriver ook deel uit van de Australische "Gigantour" met Lacuna Coil, Static-X en Megadeth. In april 2008, net op tijd voor de start van een tournee aldaar, verscheen in het Verenigd Koninkrijk een ep getiteld Head On to Heartache.
In aflevering 6.10 van Scrubs is de band in twee scènes te horen met de nummers:
- Devil’s Son (album: DevilDriver)
- Driving Down The Darkness (album: The Fury Of Our Makers Hand).

In aflevering 6.15 waren ze weer te horen met het nummer Driving Down The Darkness. In juli 2009 verscheen het album Pray for Villains. Het vijfde studioalbum Beast volgde op 22 februari 2011. Op 27 augustus 2013 verscheen Winter Kills bij Napalm Records. In 2014 kondigde Dez Fafara aan dat de band zou pauzeren tot 2016, omdat Fafara zich wilde concentreren op hereniging met Coal Chamber. Bovendien verlieten de oprichters Jeff Kendrick en John Boecklin de band, waardoor Fafara het enige overgebleven lid van de originele bezetting was. In 2016 kwam er een nieuw album uit, dat officieel is gemaakt in het voorjaar van het jaar. Het nieuwe album heet Trust No One en zou op 13 mei 2016 wereldwijd worden uitgebracht.

## Discografie

### Albums
| Album met eventuele hitnotering(en) in de Nederlandse Album Top 100 | Datum van verschijnen | Datum van binnenkomst | Hoogste positie | Aantal weken | Opmerkingen |
| ------------------------------------------------------------------- | --------------------- | --------------------- | --------------- | ------------ | ----------- |
| DevilDriver                                                         | 2003                  | -                     |                 |              |             |
| The fury of our maker's hand                                        | 2005                  | -                     |                 |              |             |
| The last kind words                                                 | 2007                  | -                     |                 |              |             |
| Pray for villains                                                   | 10-07-2009            | 18-07-2009            | 92              | 1            |             |
| Beast                                                               | 18-02-2011            | 26-02-2011            | 100             | 1            |             |

### Singles
- "I Could Care Less"
- "Die (And Die Now)"
- "Nothing's Wrong?"
- "Hold Back the Day"
- "End of the Line"
- "Bear Witness Unto"
- "Before the Hangman's Noose"

## Tracklist albums
- DevilDriver (2003, Roadrunner Records)

Tracks:
1. Nothing's Wrong
2. I Could Care Less
3. Die (And Die Now)
4. I Dreamed I Died
5. Cry For Me Sky (Eulogy Of The Scorned)
6. The Mountain
7. Knee Deep
8. What Does It Take
9. Swinging The Dead
10. Revelation Machine
11. Meet The Wretched
12. Devil's Son

- Freddy vs. Jason Soundtrack (2003, Roadrunner Records)

Track van DevilDriver: 15. Swinging The Dead
- Resident Evil 2: Apocalypse Soundtrack (2004, Roadrunner Records)

Track van DevilDriver: 8. Digging Up The Corpses
- The Fury of Our Maker's Hand (2005, Roadrunner Records)

Tracks:
1. End Of The Line
2. Driving Down The Darkness
3. Grinf**ked
4. Hold Back The Day
5. Sin & Sacrifice
6. Ripped Apart
7. Pale Horse Apocalypse
8. Just Run
9. Impending Disaster
10. Bear Witness Unto
11. Before The Hangman's Noose
12. The Fury Of Our Maker's Hand

- "The Fury Of Our Maker's Hand (special edition)

Disc 1 (expanded CD)
Tracks:
1. End Of The Line
2. Driving Down The Darkness
3. Grinf**ked
4. Hold Back The Day
5. Sin & Sacrifice
6. Ripped Apart
7. Pale Horse Apocalypse
8. Just Run
9. Impending Disaster
10. Bear Witness Unto
11. Before The Hangman's Noose
12. The Fury Of Our Maker's Hand
13. Unlucky 13
14. Guilty As Sin
15. Digging Up The Corpses
16. I could care less (Live)
17. Hold Back The Day (Live)
18. Ripped Apart (Live)

Disc 2 (dvd Music Videos)
1. End Of The Line
2. Hold Back The Day
3. I Could Care Less
4. Nothing's wrong?

- The Last Kind Words (2007, Roadrunner Records)

Tracks:
1. Not all who wander are lost
2. Clouds over California
3. Bound by the Moon
4. Horn of Betrayal
5. These fighting words
6. Head on to heartache
7. Burning sermon
8. Monsters of the deep
9. Tirades of truth
10. When summoned
11. The axe shall fall

- Pray for Villains (2009, Roadrunner Records)

Tracks:
1. Pray for Villains
2. Pure Sincerity
3. Fate Stepped In
4. Back With a Vengeance
5. I've Been Sober
6. Resurrection Blvd.
7. Forgiveness Is a Six Gun
8. Waiting for November
9. It's in the Cards
10. Another Night in London
11. Bitter Pill
12. Teach Me to Whisper
13. I See Belief
14. Self-Affliction (Speciale editie Bonus Track)
15. Dust Be the Destiny (Special editie Bonus Track)
16. Damning the Heavens (Special editie Bonus Track)
17. Wasted Years (Iron Maiden Cover) (Speciale editie Bonus Track)

- Beast (2011, Roadrunner Records)

Tracks:
1. Dead To Rights
2. Bring The Fight (To The Floor)
3. Hardened
4. Shitlist
5. Talons Out (Teeth Sharpened)
6. You Make Me Sick
7. Coldblooded
8. Blur
9. The Blame Game
10. Black Soul Choir
11. Crowns Of Creation
12. Lend Myself To The Night